# Capricci di gran signore
Capricci di gran signore è un film muto italiano del 1914 diretto da Umberto Paradisi.